# Mimoň
Mimoň település Csehországban, Česká Lípa-i járásban. Mimoň Ralsko, Noviny pod Ralskem, Bohatice és Pertoltice pod Ralskem településekkel határos. Lakosainak száma 6378 fő (2024. január 1.).

## Népesség
A település lakosságának változását az alábbi diagram mutatja:
| Lakosok száma | 4653 | 5814 | 5801 | 5377 | 7048 | 6737 | 6470 | 6434 | 6361 | 6378 |
|               | 1869 | 1890 | 1921 | 1950 | 1980 | 2001 | 2017 | 2019 | 2022 | 2024 |